# Скулте (станция)
Ску́лте (латыш. Skulte) — железнодорожная станция на линии Земитаны — Скулте, на территории Скултской волости Лимбажского края Латвии. Конечная остановка электропоездов маршрута Рига — Скулте. Расстояние от станции Рига-Пассажирская — 56 км, от Земитаны — 52 км. Станция не имеет билетной кассы.

## История
Платформа Скулте была открыта 1 октября 1934 года на линии Рига — Руиена. Пассажирское здание построено в 1952 году.
В 1991 году, в связи с открытием на берегу Рижского залива порта Скулте, платформа была перестроена в станцию, с ответвлением от северной горловины на погрузочно-разгрузочную площадку, где прибывшие грузы перегружаются на автомобильный транспорт для последующей доставки в порт. В том же году участок Звейниекциемс — Скулте был электрифицирован, и станция, как конечный пункт маршрута, была оборудована для оборота электропоездов.
В 2005—2007 годах, во время строительства Саулкрастской объездной дороги, был построен временный перрон с пассажирским павильоном в 700 м в рижском направлении (находился между переездом дороги V128 Страупе — Скулте и входным светофором), поскольку строительство путепровода не позволяло поездам следовать до самой станции. По окончании работ на путепроводе временный перрон и павильон демонтировали.